# Mitología clásica

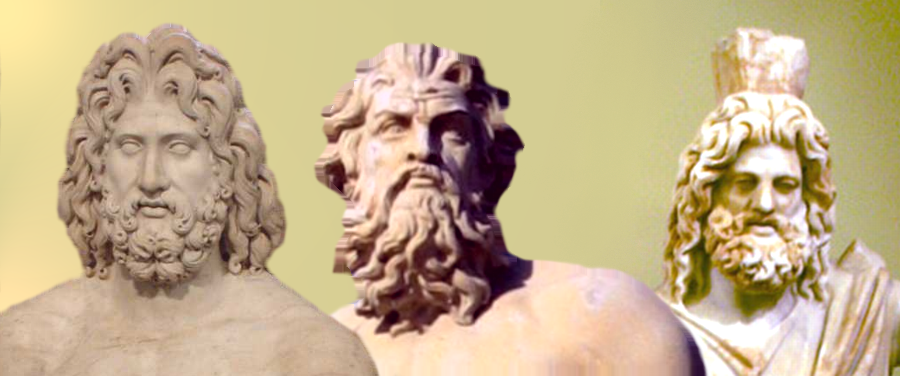
La trinidad griega y la distribución de los tres reinos de la Tierra: Zeus (dios del Cielo), Poseidón (dios de los mares y océanos) y Hades (dios del Inframundo).

Mitología clásica, mitología grecorromana o mitología grecolatina es la mitología de la civilización grecolatina, un cuerpo de narraciones míticas esencialmente común (tras adaptar los romanos el panteón de la religión griega a su propia religión original (religión romana), aunque los nombres de los dioses sean distintos en griego y en latín clásicos.  Ambas mitologías convergieron en el siglo I a. C.
- Mitología griega.
- Mitología romana.